# Sohbatpur
Sohbatpur é uma cidade do Paquistão localizada na província de Baluchistão.
Sohbatpur está localizada a 30 km de Jacobabad, 33 km de Dina, 37 km de Thul, 56 km de Tangwani e 63 km de Shikarpur.